# І̂
Cette page contient des caractères spéciaux ou non latins. S’ils s’affichent mal (▯, ?, etc.), consultez la page d’aide Unicode.
Ne doit pas être confondu avec la lettre latine i accent circonflexe Î.
Le i décimal accent circonflexe (capitale І̂, minuscule і̂) est une lettre de l’alphabet cyrillique qui a été utilisée en ukrainien. Elle est composée d’un І avec un accent circonflexe.

## Utilisations
La lettre cyrillique i décimal accent circonflexe ‹ і̂ › a été utilisée dans l’orthographe ukrainienne maximovitchivka (uk) proposée par Mikhaïl Maximovitch en 1827.

## Représentation informatique
Le i décimal accent circonflexe peut être représenté avec les caractères Unicode suivants (cyrillique, diacritiques), :
| formes    | représentations | chaînes de caractères | points de code | descriptions                                                         |
| --------- | --------------- | --------------------- | -------------- | -------------------------------------------------------------------- |
| capitale  | І̂               | І◌̂                    | U+0406 U+0302  | lettre majuscule cyrillique i décimal diacritique accent circonflexe |
| minuscule | і̂               | і◌̂                    | U+0456 U+0302  | lettre minuscule cyrillique i décimal diacritique accent circonflexe |